# USS Lexington (1825)

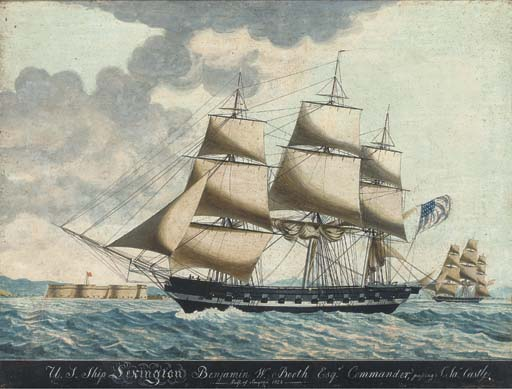
Representação do USS Lexington.

O USS Lexington foi uma chalupa da Marinha dos Estados Unidos construída no Estaleiro Naval de Nova Iorque, no Brooklyn, em Nova Iorque, em 1825; e comissionada em 11 de junho de 1826, com o Mestre Comandante William B. Shubrick no comando.
A nova chalupa estava estacionada primeiro em Labrador para proteger navios de pesca americanos. Depois de voltar para os Estados Unidos, ela foi enviada para Trinidad para devolver o corpo do comodoro Oliver Hazard Perry que tinha morrido na escuna Nonsuch em 23 de agosto de 1819, quando regressava de Angostura, Venezuela.